# 長鮮江線
長鮮江線（朝鲜语：／ Changsŏnggang sŏn */?）是朝鮮民主主義人民共和國的一條已停用的鐵道線路，站點為平安南道的殷山站到長鮮江站。

## 路线概况
- 距离：
- 车站数：2
- 轨距：1435mm
- 电气化区间：无
- 复线区间：无